# Preußisches Geodätisches Institut
Das Preußische Geodätische Institut war im Freistaat Preußen dem Kultusministerium unterstellt.
Infolge des Weltkriegs musste das Institut das Zentralbüro der Internationalen Erdmessung schließen. Die Mitwirkung in internationalen wissenschaftlichen Vereinigungen war Deutschland gemäß dem Friedensvertrag von Versailles untersagt. Diese Organisationsarbeit erfolgte fortan durch die Internationale Geodätische Gesellschaft, die später als International Association of Geodesy (IAG) eine der beiden Sektionen der  Internationalen Union für Geodäsie und Geophysik (IUGG) mit Sitz in Paris wurde.
Da die Landesvermessung im Freistaat Aufgabe des zivilen Reichsamtes für Landesaufnahme war, das durch Umbildung der militärischen Preußischen Landesaufnahme entstanden war, wandte sich das Institut jetzt verstärkt wissenschaftlichen Forschungen zur Astronomie und zur Geophysik (Gravimetrie) zu.